# Кошеве (Сахалінська область)
Кошеве (рос. Кошевое) — село у Смирниховському міському окрузі Сахалінської області Російської Федерації.
Населення становить 14 осіб (2013).

## Історія
З 1905 по 3 вересня 1945 року у складі губернаторства Карафуто Японії, відтак у складі Смирниховського міського округу Сахалінської області.

## Населення
| 1959 | 2002 | 2010 | 2013 |
| ---- | ---- | ---- | ---- |
| 1472 | ↘50  | ↘20  | ↘14  |